# Marc Claude Naulin
Marc Claude Naulin (Paris, 1743 - Paris, 16 avril 1799) fut substitut de l'accusateur public près le Tribunal révolutionnaire puis vice-président de ce tribunal.

## Biographie
Né et décédé à Paris, Marc Claude Naulin, homme de loi rue du Foin Saint-Jacques, fut nommé juge au Tribunal criminel extraordinaire du 17 août 1792. Il remplaça Bercher comme Commissaire national au Tribunal du Ve arrondissement le 11 mars 1793.
Il fut substitut de l'accusateur public près le Tribunal révolutionnaire dès le 26 septembre 1793 puis vice-président de ce même tribunal en vertu de la Loi de Prairial (22 prairial an II, 10 juin 1794). Il fut décrété d'arrestation et remplacé par Petit d'Hauterive. Il comparut devant le Tribunal révolutionnaire avec Fouquier-Tinville et ses collègues le 24 mars 1793 mais fut acquitté le 18 floréal an III (7 mai 1795).

## Sources
- Révolution française de Jules Michelet
- Antoine-Mathieu Casenave et Aristide Douarche, « Petit d'Auterive, d'Autrive ou d'Auterive (Pierre) », dans Les tribunaux civils de Paris pendant la Révolution [1791-1800] : documents inédits recueillis avant l'incendie du Palais de justice de 1871., vol. 2, Paris, L. Cerf, Noblet & Quantin, 1907, 976 p. (lire en ligne)